# Quatuor Drolc
Le Quatuor Drolc est un quatuor à cordes allemand actif entre 1950 et 1973.

## Historique
Le Quatuor Drolc (Drolc-Quartett en allemand) est un quatuor à cordes fondé à Berlin en 1950,.
L'ensemble est nommé d'après son premier violon Eduard-Josef Drolc, ancien élève de Jacques Thibaud et membre de l'Orchestre philharmonique de Berlin, à l'instar du second violon Heinz Böttger, de l'altiste Siegbert Ueberschaer et du violoncelliste Heinrich Majowski.
Le Quatuor Drolc donne son premier concert en 1952, joue l'année suivante à Paris avant d'être invité en 1954 à la Biennale de Venise, où la formation donne une intégrale remarquée des quatuors de Schoenberg.
Le quatuor se produit en Europe, en Amérique du Sud et au Japon, fait ses débuts aux États-Unis en 1962 et signe un contrat d'enregistrement avec Deutsche Grammophon en 1965.
Le répertoire de l'ensemble comprend aussi bien des œuvres des périodes classique et romantique que des partitions plus méconnues de compositeurs tels Arthur Honegger, Max Reger, Claude Ballif ou Boris Blacher, ce qui lui vaut une réputation de « quatuor très intellectuel ». 
Le quatuor est dissous à la mort de Drolc, en 1973.

## Membres
Les membres de l'ensemble étaient, :
- premier violon : Eduard-Josef Drolc ;
- second violon : Heinz Böttger, puis Jürgen Paarmann, enfin Walter Peschke ;
- alto : Siegbert Ueberschaer, puis Stefano Passagio ;
- violoncelle : Heinrich Majowski, puis Georg Donderer.

## Créations
Le Quatuor Drolc est le créateur de plusieurs œuvres, de Bruno Maderna (Quatuor, 1955), Valentin Silvestrov (Quartetto piccolo, 1964) et Werner Thärichen (Quatuor no 2, 1956), notamment,. 

## Discographie
Le legs discographique du Quatuor Drolc comprend, chez Columbia ou Eurodisc entre autres, des quatuors de Beethoven (Opus 18, Opus 59 no 1 et Opus 59 no 3, Opus 95 et Opus 127), les quintettes avec clarinette de Mozart, Weber et Brahms avec Heinrich Geuser, des quatuors de Haydn (Opus 76 no 3 et no 5), les quatuors à cordes K. 458, K. 464 et K. 465 de Mozart ainsi que ses quatuors avec flûte aux côtés d'Aurèle Nicolet, les quatuors D. 810, D. 703 et le Quintette « La Truite » de Schubert, le Quatuor « Américain » de Dvořák et le Quatuor « De ma vie » de Smetana.  
Pour Deutsche Grammophon, le quatuor a enregistré une intégrale pionnière des cinq quatuors à cordes de Max Reger et de son Quintette pour clarinette, avec Karl Leister, des disques consacrés aux quatuors de Debussy, Ravel, Tchaïkovski et Borodine, les trois quatuors à cordes et le Quintette avec piano de Schumann, avec Christoph Eschenbach, et le Sextuor op. 81b de Beethoven, avec Gerd Seifert et Manfred Klier.